# Ridge Racer 7
Ridge Racer 7 és l'últim videojoc de la saga de videojocs de curses, Ridge Racer, el videojoc es publica de manera exclusiva per PlayStation 3, i va ser un dels títols de llançament de la consola al Japó, Amèrica del Nord i Europa. El videojoc simula amb 40 cotxes, amb cadascun unes 200.000 variacions diferents. Molts d'aquests cotxes surten de Ridge Racer 6 i Ridge Racer de PSP, amb alguns nous dissenys. Hi ha també 22 curses, disponibles en els dos sentits. Va ser anunciat per Namco en el qual deia que podia ser instal·lat directament a la PS3 en el seu disc dur per estalviar-se els temps de càrrega. El contingut instal·lable serà aproximat d'uns 5 GB d'espai.
Ridge Racer 7 abraça una resolució de 1080p a 60 frames per segon. També funciona amb el so del 5.1 surround i el joc en línia gratuït.
Es va mostrar un tràiler en el Tokyo Game Show del 2006.
El 22 de febrer de 2007 va ser llançat una demo gratuïta per la PlayStation Network Store.

## Jugabilitat
Com sempre, la jugabilitat està en l'alta velocitat en els circuits de curses amb els seus "drift", on el jugador ha de controlar als giravolts fent que el cotxe rellisqui sense una gran pèrdua de velocitat. Les característiques noves en aquesta iteració inclouen parts dels cotxes i la personalització de motors que poden causar impacte en el rendiment i maneig dels cotxes. Ridge Racer 7 també hi ha el "Slipstream" (o "Drafting"), anant a una màxima velocitat contra rivals i mirant de superant-los. També té diverses variacions del sistema de la "Nitro".
Aquí hi ha els modes de joc en el Ridge Racer 7:

### Curses
- Ridge State Grand Prix - el bàsic mode Grand Prix.
- Manufacturer's Trials - un mode on el jugador pot modificar/canviar aspectes dels cotxes.
- UFRA Single Event- un altre mode per fer opcions que esdevenen a la carrera.
- Extreme Battle - carreres extra amb una alta dificultat.
- Online Modes
  - Global Time Attack - un mode de curses contra-rellotge on els jugadors lluiten per estar a una llista de tot el món dels temps de volta.
  - UFRA Special Event

## Extres
El 22 de març de 2007, Namco va llançar extres descarregables i contingut pel Ridge Racer 7 a través de PlayStation Network. Aquest contingut es pot incloure esdeveniments extra i opcions noves per configurar. Els jugadors també tenen l'opció de comprar música extra de fons pel seu videojoc. Els add-ons van ser afegits al USA PlayStation Store l'u de juny de 2007. L'UFRA Special Events i les noves opcions són totes gratuïtes, mentre que el Back Ground Music es ven individualment per $.99 o the completament per $14.99.

## Crítica & Premis
- Famitsu Magazine (JP) 36/40
- IGN 8.2/10
- Gamespot 8.0/10

### Premis
- Rebut el Premi IGN pel Millor Videojoc de curses de PlayStation 3 del 2006